# شیکیموری فقط یک زیبا نیست
شیکیموری فقط یک زیبا نیست (可愛いだけじゃない式守さん Kawaii dake ja Nai Shikimori-san) یک مجموعه مانگای کمدی رمانتیک ژاپنی است که توسط کیگو ماکی تهیه شده‌است. این مجموعه در وبسایت مجلهٔ کودانشا از فوریه ۲۰۱۹ تا فوریه ۲۰۲۳ سریال و مرتب شده‌است و همراه قسمت‌هایش در بیست جلد تانکوبون در آوریل ۲۰۲۳ جمع‌آوری شده‌است.

## خلاصه داستان
ایزومی و شیکیموری یک زوج دبیرستانی دوست داشتنی هستند، یعنی تا زمانی که ایزومی به طرز ناشیانه‌ای دچار مشکل می‌شود. سپس شیکیموری به یک قهرمان بسیار باحال تبدیل می‌شود که قلب همه را به تپش می‌اندازد.

## شخصیت‌ها
یوکی ایزومی (和泉 幽希 Izumi Yūki)
ایزومی دوست‌پسر شیکیموری است و شخصیتی مهربان و شادمان است. او در طول زندگی‌اش بدشانس بوده‌است.Vol. 4 profiles او کمی پاستوریزه است و می‌خواهد بی‌باک باشد. او دانش‌آموز خوبی است و در کلاسش نفر پنجم استCh. 11و برخلاف شیکیموری و اینوزوکا آشپز خوبی است.Ch. 29
میاکو شیکیموری (式守 都 Shikimori Miyako)
شیکیموری دختری تودل‌برو دبیرستانی و دوست‌دختر ایزومی است. وقتی ایزومی در دردسر می‌افتد، شخصیت او دلباز باحال با چشمان خیره کننده‌ای می‌شود که دیگران حیرت‌زده می‌شوند. او بیشتر اوقات ایزومی را در موقعیت خطرناک نجات می‌دهد. دوستان وی، او را می‌چون (みっちょん Mitchon, anime: Micchon)Ch. 27صدا می‌زنند و خانواده‌اش او را می‌چان (みーちゃん Mī-chan).Ch. 17می‌نامند. او موهای صورتی روشن دارد، دانش‌آموز خوب و ورزشکار است و نفر یازدهم کلاس است.Ch. 11 Ch. 5, 18, 19-20 او در آشپزی ضعیف است و در قسمت‌های بعد نشان داده می‌شود که در کنار مادر ایزومی آشپزی یادمی‌گیرد.Ch. 15, 73, 82
شو اینوزوکا (犬束 秀 Inuzuka Shū)
دوست صمیمی ایزومی است.Vol. 4 profiles دوستان شیکیموری او را «اینو» (سگ) صدا می‌زنند.Ch. 36 او همچنین شغل پاره وقت دارد.
کیو نکوزاکی (猫崎 享 Nekozaki Kyō)
یکی از دوستان صمیمی شیکیموری است. او شخصیتی ورزشی، اجتماعی و کمی احساساتی است.Vol. 4 profiles
یوئی هاچیمیتسو (八満 結 Hachimitsu Yui)
یکی از دوستان نزدیک شیکیموری و نکوزاکی است. شخصیت او حالت بی‌جان دارد اما ناظر و هوشیار است.Vol. 4 profiles و نسبت به دیگران ریزه است و مانند ایزومی ترجیح به کارهای خانگی می‌دهد.Ch. 24, 26
آی کامیا (狼谷 藍 Kamiya Ai)
ستارهٔ تیم والیبال است، لاغر و قدبلند است و بین دانش‌آموزان محبوب استVol. 5 profiles او و ایزومی در کتابخانه باهم مشغول هستند. او ایزومی را دوست دارد اما وقتی متوجه رابطه ایزومی و شیکیموری می‌شود، از نداشتن رابطه با او ناراحت می‌شود. Ch. 39-43

### دیگر شخصیت‌ها
موتوکو ایزومی (和泉 許子 Izumi Motoko)
مادر ایزومی است و مثل پسرش مستعد تصادف است.Ch. 17
آکیسادا ایزومی (和泉 明貞 Izumi Akisada)
پدر ایزومی است و آنقدر قوی است که می‌تواند ایزومی و شیکیموری را حمل کند.Ch. 35
میابی شیکیموری (式守 雅 Shikimori Miyabi)
مادر شیکیموری است و مانند او بسیار مراقب است.Ch. 66-67
فوجی شیکیموری (式守 藤 Shikimori Fuji)
برادر بزرگ شیکیموری است.